# Копаев, Валерий Владимирович
Валерий Владимирович Копаев (род. 17 июня 1973) — российский борец греко-римского стиля, четырехкратный серебряный призёр чемпионатов России. Мастер спорта России международного класса. Заслуженный тренер России.

## Карьера
В январе 2001 года в финале чемпионата России уступил Алексею Мишину и завоевал серебряную медаль. После окончания спортивной карьеры работал тренером-преподавателем МГФСО. С 2007 года – главный тренер сборной Москвы. В апреле 2013 года награждён почётной грамотой Президента России. Старший тренер сборной России, ответственный за весовую категорию до 98 кг. С сентября 2017 года – главный тренер сборной Московской области.

## Спортивные результаты
- Чемпионат мира по борьбе среди военнослужащих 1997 — ;
- Чемпионат Европы по борьбе 1997 — 4;
- Чемпионат России по греко-римской борьбе 2001 — ;